# Agustín Morales Hernández

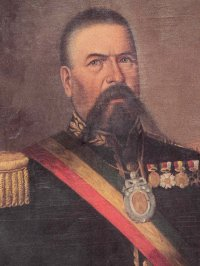
Agustín Morales Hernandez

Agustín Morales Hernández (* 11. März 1808 in La Paz; † 27. November 1872 ebenda) war ein bolivianischer Militär, Politiker und Präsident.

## Leben
Agustín Morales Hernández galt zunächst als glühender Verfechter des umstrittenen Präsidenten José Mariano Melgarejo, der ihn für seine Loyalität mit hohen Regierungsposten und u. a. dem Oberbefehl über das Militär belohnte. Später entschloss sich Agustín Morales Hernández die Seiten zu wechseln. Er schloss sich den zahlreichen Kritikern des Präsidenten an und wurde nach dessen Absetzung selbst Präsident von Bolivien. Er war im Amt vom 15. Januar 1871 bis zu seiner Ermordung am 27. November 1872. Während der Kongress über ein Rücktrittsangebot von Agustín Morales Hernández beriet (er galt als zorniger und rücksichtsloser Regierungschef) erlitt dieser einen Wutausbruch und griff einen Militäradjutanten an. Als er seinen Neffen, der den Streit schlichten wollte, ebenfalls schlug, wurde er von diesem erschossen.
| Vorgänger              | Amt                              | Nachfolger           |
| ---------------------- | -------------------------------- | -------------------- |
| José Mariano Melgarejo | Präsident von Bolivien 1871–1872 | Tomás Frías Ametller |

| Personendaten    | Personendaten                                   |
| ---------------- | ----------------------------------------------- |
| NAME             | Morales Hernández, Agustín                      |
| KURZBESCHREIBUNG | bolivianischer Militär, Politiker und Präsident |
| GEBURTSDATUM     | 11. März 1808                                   |
| GEBURTSORT       | La Paz                                          |
| STERBEDATUM      | 27. November 1872                               |
| STERBEORT        | La Paz                                          |